# 中华钝牙鰕虎鱼
中华钝牙鰕虎鱼（学名：Apocryptichthys sericus）为鰕虎鱼科钝牙鰕虎鱼属的鱼类，俗名海狗、中华尖牙虎鱼。在中国，分布于南海、台湾海峡、东海等海域，属于近岸暖水性鱼类。其多见于滩涂海边以及常匍匐或跳跃于泥滩上。该物种的模式产地在厦门、福州。